# This Person Does Not Exist
This Person Does Not Exist ("Esta pessoa não existe", em português) é um site que apresenta imagens geradas por computador de rostos humanos fictícios usando uma Rede Geradora Adversária(GAN, sigla em inglês) ao atualizar. O código subjacente é StyleGAN. Esta tecnologia (deep fake), apesar de extremamente futurista e impressionante, possui suas adversidades, se utilizada por usuários mal intencionados.

## Plataformas semelhantes
Baseado no mesmo código, foi criado o site "This cat Does Not Exist" ("Este gato não existe", em português). Ao invés de gerar rostos humanos, ele cria gatos que não existem.